# Marta Fernández Vázquez
Marta Fernández Vázquez, née le 8 septembre 1973 à Madrid (Espagne), est une journaliste et présentatrice espagnole. Actuellement, elle présente les informations de la mi-journée sur la chaîne de télévision Cuatro jusqu'en décembre 2016. Auparavant, elle travaillait à Telecinco.

## Biographie
Marta Fernández obtient une licence en Sciences de l'information à l'Université Complutense de Madrid.
En 1999, elle rejoint CNN+.
En 2005, elle rejoint la chaîne Cuatro qui vient d'être lancée. Elle présente les informations avec Marta Reyero.
En novembre 2007, elle est recrutée par la chaîne Telecinco.
En 2011, elle revient à Cuatro.
En septembre 2014, elle publie son premier roman, Te regalaré el mundo.